# Hans Huchzermeyer
Hans Huchzermeyer (* 26. September 1939 in Osnabrück) ist ein deutscher Internist und Musikwissenschaftler.

## Ausbildung und Wirken
Hans Huchzermeyer wurde in Osnabrück als Sohn des Altphilologen, Musikwissenschaftlers und Komponisten Helmut Huchzermeyer (1904–1984) und seiner Ehefrau Charlotte, geb. Rüther (1915–1993) geboren. Nach dem Abitur 1959 am Stiftischen Humanistischen Gymnasium in Mönchengladbach studierte er Medizin in Tübingen, Wien, Berlin und Münster. Der Medizinalassistentenzeit und der theoretischen Ausbildung am Pathologischen Institut und am Diabetes-Forschungsinstitut (Biochemie) der Universität Düsseldorf folgte ab 1971 die klinische Weiterbildung in Innerer Medizin an der Medizinischen Hochschule Hannover: 1975 Anerkennung als Arzt für Innere Medizin und für Gastroenterologie, 1976 klinischer Oberarzt, 1977 Habilitation und Venia legendi für Innere Medizin, 1982 apl. Professur für Innere Medizin.
Von 1983 bis 2004 leitete Huchzermeyer als Ltd. Chefarzt die Medizinische Klinik am Klinikum in Minden/Westf. Seit 1977 ist er Mitglied des Lehrkörpers der Medizinischen Hochschule Hannover, von 1983 bis 2004 war er zusätzlich Lehrbeauftragter für Innere Medizin der Westfälischen Wilhelms-Universität in Münster.
Ein wesentlicher Teil der wissenschaftlichen Arbeiten Huchzermeyers befasst sich mit den Erkrankungen des Gastrointestinaltraktes, der Leber, den Problemen des Stoffwechsels und der Ernährung. Er widmete sich der Enzymdiagnostik von Leber- und Gallenwegserkrankungen sowie der Weiterentwicklung endoskopischer Verfahren im Erwachsenen- und Kindesalter. Mit morphologischen Methoden untersuchte er die progressive Myoklonusepilepsie (Lafora disease), eine autosomal-rezessive Erkrankung mit Ablagerung von Polyglucosan in Zellen verschiedener Organe. Erstmals wies er elektronenoptisch das Speichermaterial in Myokard und Leber nach. Mit biochemischen Methoden trug er zur Charakterisierung der New Zealand-obese-Maus bei und konnte bei diesem polygenen Modell Analogien zum menschlichen metabolischen Syndrom und zum Typ-2-Diabetes aufzeigen. „Internistische Erkrankungen und Schwangerschaft“, diese Thematik bildet einen weiteren Arbeitsschwerpunkt. Hierzu erschienen bisher 20 Zeitschriften- und 12 Buchbeiträge sowie 3 Monographien. Huchzermeyer betreute sieben Dissertationen, eine Diplom- und eine Habilitationsarbeit. Er ist Autor oder Mitautor von über 300 wissenschaftlichen Zeitschriften- und Buchartikeln und hat neun Monographien verfasst oder herausgegeben.
Nach dem Eintritt in den Ruhestand studierte Huchzermeyer an der Fakultät für Kulturwissenschaften der Universität Paderborn/Detmold im Hauptfach Musikwissenschaft: Magister Artium 2008, Promotion im Fach Musikwissenschaft 2011. Arbeitsschwerpunkte sind: Geschichte der evangelischen Kirchenmusik Ostpreußens von 1800 bis 1945, Gleichschaltung der evangelischen Kirchenmusik und Ausschaltung der jüdisch-christlichen Kirchenmusiker aus ihrem Amt während der NS-Diktatur, Musik- und Kulturgeschichte Berlins und Pommerns im 19. Jahrhundert, lokale Musik- und Kulturgeschichte der westfälisch-niedersächsischen Region.

## Publikationen(Autor, Koautor, Herausgeber)

### Medizin (Auswahl)
- Zur Histologie und Elektronenmikroskopie der Myoklonuskörperkrankheit. Düsseldorf 1969.
- mit Inge Schmitz-Feuerhake, Hellmut Fröhlich: Atraumatische Durchblutungsmessungen mit radioaktiven Edelgasen. Physikalische Grundlagen und Anwendung der Inhalationsmethode bei Gehirn, Leber, Milz und Nieren. Bern/Stuttgart/Wien 1976, ISBN 3-456-80225-0.
- Leber und Schwangerschaft. Bern/Stuttgart/Wien 1978, ISBN 3-456-80403-2.
- mit Martin Burdelski: Gastrointestinale Endoskopie im Kindesalter. Berlin/Heidelberg/New York 1981, ISBN 3-540-10220-5.
- (Hrsg.): Internistische Erkrankungen und Schwangerschaft. Stuttgart. Band 1: 1986, ISBN 3-17-009043-7. Band 2: 1987, ISBN 3-17-009045-3.
- (Hrsg.): Chronisch-entzündliche Darmerkrankungen. München 1986, ISBN 3-87185-122-1.
- mit Hans Lippert (Hrsg.): Gastroenterologie und Viszeralchirurgie. Walsrode 1996, ISBN 3-00-000096-8.
- (Hrsg.): Erbrechen. Ein interdisziplinäres Problem. Stuttgart/New York 1997, ISBN 3-13-102091-1.
- mit Hans Lippert (Hrsg.): Infektionsmedizin in Gastroenterologie und Viszeralchirurgie. Aktuelle Probleme und Lösungen für die Praxis. Stuttgart/New York 2000, ISBN 3-7945-1948-5.
- mit Arno J. Dormann: Pharmakotherapie internistischer Erkrankungen während der Schwangerschaft. In: Klaus Friese und Frank Melchert (Hrsg.): Arzneimitteltherapie in der Frauenheilkunde. Stuttgart 2002, S. 95–171.
- Erkrankungen der Leber. S. 118–134. Erkrankungen des Magen-Darm-Traktes. S. 149–167. In: Werner Rath und Klaus Friese (Hrsg.): Erkrankungen in der Schwangerschaft. Stuttgart/New York 2005
- Schwangerschaft bei Erkrankungen der Leber und Gallenwege. Gastro-Liga, Ratgeber für Patienten.
- Schwangerschaft bei Erkrankungen des Magen-Darm-Kanals und der Bauchspeicheldrüse. Gastro-Liga, Ratgeber für Patienten.
- Erkrankungen von Leber, Gallenwegen, Pankreas und Magen-Darm-Trakt in der Schwangerschaft. Huchzen Verlag, Minden 2008, ISBN 978-3-00-023075-2.

### Musik- und Kulturwissenschaft
- mit Helmut Huchzermeyer: Die Bedeutung des Rhythmus in der Musiktherapie der Griechen von der Frühzeit bis zum Beginn des Hellenismus. In: Sudhoffs Archiv. Zeitschrift für Wissenschaftsgeschichte, Jg. 58 (1974), S. 113–148.
- (Hrsg.): Helmut Huchzermeyer: Musikalische Werke. Altgriechische Musik. Minden 2000, ISBN 3-00-005972-5.
- Franz Hofmann (1920–1945). Ein unbekannter fränkischer Komponist. In: Mitteilungen des Vereins für Geschichte der Stadt Nürnberg, Band 95 (2008), S. 317–346.
- Gleichschaltung der evangelischen Kirchenmusik während der NS-Diktatur. Anmerkungen zu Leben und Werk des nichtarischen Kirchenmusikers Julio Goslar (1883–1976) aus Köln. In: Arbeitsgemeinschaft für rheinische Musikgeschichte. Mitteilungen, Nr. 93, September 2011, S. 8–28.
- Studien zur Musik- und Kulturgeschichte Berlins, Pommerns und Ostpreußens im 19. und frühen 20. Jahrhundert. Huchzen-Verlag, Minden 2013, ISBN 978-3-00-041716-0.
- Zur Geschichte der evangelischen Kirchenmusik in Königsberg/Preußen (1800–1945). Die kirchenmusikalischen Ausbildungsstätten. Huchzen-Verlag, Minden 2013, ISBN 978-3-00-041717-7.
- „Judenreine“ Kirchenmusik. Elimination der „nichtarischen“ evangelischen Kirchenmusiker aus Reichsmusikkammer und Kirchendienst im Dritten Reich. In: Preußenland. Jahrbuch der Historischen Kommission für ost- und westpreußische Landesforschung und der Copernicus-Vereinigung für Geschichte und Landeskunde Westpreußens, N.F., Jg. 5 (2014), S. 147–185.
- Sechs Komponisten der ersten Hälfte des 20. Jahrhunderts im Portrait. Wilhelm Meyer-Stolzenau – Theodor Meyer-Steineg – Günter Plappert – Franz Hofmann – Willy Mewes – Helmut Huchzermeyer. Minden 2017, ISBN 978-3-00-053511-6.
- Problems in improving musical education in German grammar schools (Gymnasium). A letter, dated September 8, 1926, from Leo Kestenberg to the Berlin music teacher and composer Ernst Franz Rohloff (1884–1947). In: Friedhelm Brusniak und andere (Hrsg.): Music Education in the Focus of Historical Concepts and New Horizons. John Von Neumann University, Kecskemét 2018, ISBN 978-615-5817-07-6, S. 51–57.
- Adam Valentin Vol(c)kmar (1770–1851). Organist an der Stadtkirche St. Nikolai, Gesanglehrer am Kurfürstlichen Gymnasium und Komponist in Rinteln. In: Schaumburgische Mitteilungen, Band 2 (2019), S. 266–295 (online, abgerufen am 23. Januar 2025).
- Adam Valentin Vol(c)kmar (1770–1851). Organist, Lehrer und Komponist in Rinteln. Ein Beitrag zur hessischen Musikgeschichte in der ersten Hälfte des 19. Jahrhunderts. In: Hessisches Jahrbuch für Landesgeschichte, Jg. 69 (2019), S. 141–168.
- Adam Zeiss (1779–1870). Pfarrherr von Silixen, Mentor des lippischen Schul- und Orgelwesens. In: Lippische Mitteilungen aus Geschichte und Landeskunde, Jg. 90 (2021), S. 201–219 (online, abgerufen am 23. Januar 2025).
- mit Michael Braun: Die Orgelgeschichte der evangelischen Pfarrkirche in Eisbergen. Mit besonderer Berücksichtigung des Orgelbauers Möhling aus Rinteln. In: Ars Organi, Jg. 70 (2022), S. 86–91.
- Bach-Überlieferung in Braunschweig. Neue Daten und Fragen zu Wilhelm Friedemann Bach sowie zu Matthäus Müller, Carl Heinrich Ernst Müller, Carl August Hartung und Friedrich Konrad Griepenkerl, In: Bach-Jahrbuch, Jg. 2022, S. 145–161.
- Matthäus Müller (1729–1814). Arbeits- und Lebenswelt eines Organisten an St. Nikolai im kurhessischen Rinteln im 18. und 19. Jahrhundert. In: Hessisches Jahrbuch für Landesgeschichte, Jg. 73 (2023), S. 37–60.
- Adolph von Henselt (1814–1889), Klaviervirtuose, Pädagoge und Komponist. Eine pathografische Studie. In: Musikgeschichte in Mittel- und Osteuropa. Mitteilungen der internationalen Arbeitsgemeinschaft an der Universität Leipzig, Heft 26, Leipzig 2024, S. 27–38.
- Anmerkungen zu den Übezeiten am Klavier, zum Gebrauch mechanischer Übungsapparate sowie zur kompositorischen Produktivität Adolph von Henselts. In: Musikgeschichte in Mittel- und Osteuropa. Mitteilungen der internationalen Arbeitsgemeinschaft an der Universität Leipzig, Heft 26, Leipzig 2024, S. 39–50.
- „Gott ist mein Lied“. Wilhelm Volckmar (1812–1887), Seminarmusiklehrer, Orgelsolist und Komponist in Homberg (Efze). In: Schaumburgische Mitteilungen, Heft 3 (2024), S. 78–88.
- Zur Geschichte der evangelischen Kirchenmusik in Königsberg/Preußen. In: Preussen Kurier 1, 15. Jg. (2024), 20–31.
- Die letzten Organisten an den evangelischen Kirchen von Königsberg/Preußen und ihr Schicksal nach 1945. Ein Beitrag zur Geschichte der ostpreußischen Kirchenmusik. In: Preußenland. Jahrbuch der Historischen Kommission für ost- und westpreußische Landesforschung und der Copernicus-Vereinigung für Geschichte und Landeskunde Westpreußens, N.F., Jg. 15 (2024), S. 280–307.
- Christian Wilhelm Möhling (1800–1863), Orgelbauer in Rinteln. Ein Beitrag zur Geschichte des Orgelbaus in den Grafschaften Lippe und Schaumburg in den ersten zwei Dritteln des 19. Jahrhunderts. In: Acta Organologica, Bd. 38 (2024), S. 95–124.
- „Threni“. Igor Strawinskys Vertonung der Klagelieder des Jeremias für Soli, Chor und Orchester. In: Musik und Kirche, Jg. 95 (2025), S. 101–105.
- Die Mindener Musikverleger Wilhelm Fissmer und Carl Marowsky und das Musikwesen am Lehrerseminar in Petershagen. Ein Beitrag zur Musikgeschichte der Stadt Minden im 19. Jahrhundert. In: Mitteilungen des Mindener Geschichtsvereins (im Druck)
- Personenartikel zu: Altmann, Arthur (1873-?); Glassner, Evaristos (1912–1988); Goslar, Julio (1883–1976); Hildebrand, Karl (1889–1975); Katz, Rosalie (1892–1968); Leupold, Ulrich (1909–1970); Lewin, Otto (1894–1942); Maschke, Ernst (1867–1940). In: Claudia Maurer Zenck, Peter Petersen (Hrsg.): Lexikon verfolgter Musiker und Musikerinnen der NS-Zeit. Hamburg, seit 2005.[2]
- Personenartikel zu: Altmann, Arthur (1873–1941/45), Bd. XXXIX (2018) Sp. 6–10; Glassner, Evaristos (1912–1988), Bd. XXXIX (2018) Sp. 449-502; Huchzermeyer, Helmut (1904–1984), Bd. XXXIX (2018) Sp. 612-622; Leupold, Lorenz Siegfried Ulrich (1909–1970), Bd. XXXIX (2018) Sp. 768-774; Maschke, Ernst (1867–1940), Bd. XXXIX (2018) Sp. 863-876; Volckmar, Wilhelm (1812–1887), Bd. XL (2019) Sp. 1454–1466; Althaus, Friedrich Georg (1790–1863), Bd. XLII (2021) Sp. 29-37; Zeiss, Adam Georgon (1779–1870), Bd. XLII (2021) Sp. 1553–1567; Zeiss, Wilhelm Heinrich Nicolaus (1804–1887), Bd. XLII (2021) Sp. 1568–1575. In: Biographisch-Bibliographisches Kirchenlexikon, Bautz, Hamm 1975 ff.[3]